# I Did Something Bad
"I Did Something Bad" é uma canção da cantora estadunidense Taylor Swift, contida em seu sexto álbum de estúdio Reputation (2017). A faixa foi composta pela artista com o auxílio de Max Martin e Shellback. "I Did Something Bad" é uma canção que combina elementos electropop, trap, dubstep e grunge, incorporando vocais manipulados e instrumentos eletrônicos com uma produção pesada. Suas letras abordam a falta de remorso de Swift após reconhecer seus comportamentos supostamente injustos e a posição de Swift como celebridade em relação à mídia, inspirada nas personagens femininas Sansa Stark e Arya Stark da série de televisão Game of Thrones.
"I Did Something Bad" recebeu críticas mistas dos críticos, que ficaram impressionados com a produção e a autoafirmação de Swift, enquanto alguns criticaram os temas de drama e vingança presentes na faixa. "I Did Something Bad" alcançou a posição de número quatorze no Bubbling Under Hot 100, uma extensão da Billboard Hot 100 dos Estados Unidos, e a quinta posição no New Zealand Heatseeker Singles, uma extensão da Recorded Music NZ. Swift incluiu a música no repertório de sua quinta turnê Reputation Stadium Tour (2018) e apresentou a faixa no American Music Awards de 2018.

## Composição
"I Did Something Bad" foi escrita por Swift, Max Martin e Shellback, e produzida pelos dois últimos. A canção tem duração de três minutos e cinquenta e oito segundos, com tempo de 86 batidas por minuto. Taylor performa a canção em Sol menor, com extensão vocal de G3 a D5. Musicalmente, é uma obra electropop, contendo elementos do EDM, dubstep e trap, que inicialmente foi escrita no piano. Swift explicou, numa entrevista concedida à iHeartRadio, que a ideia da produção do pós refrão veio durante um sonho. Seguidamente, descreveu o conceito ao produtor Max Martin, que utilizou os vocais de Taylor e diminuiu o tom para criar um efeito musical logo após o coro, pois não era possível utilizar um instrumento para reproduzir o som em questão.
Liricamente, a canção foi inspirada em eventos que acontecem na sétima de temporada de Game of Thrones, bem como nas quatro principais personagens da série: Sansa Stark, Arya Stark, Daenerys Targaryen e Cersei Lannister. Na canção, Swift exorta a satisfação de sua existência e de suas próprias ações, independentemente do que a mídia e o mundo pensam a respeito. Tendo sido a primeira composição de cunho explícito de Taylor, especulou-se, de início, que a canção era direcionada ao seu ex-namorado Calvin Harris ou a Kanye West.

## Recepção crítica
Após o lançamento do álbum, "I Did Something Bad" recebeu aclamação da crítica. Rob Sheffield, da Rolling Stone, condecorou a canção como a terceira melhor de Taylor. A publicação musical Billboard listou a performance da canção no American Music Awards de 2018 como a segunda melhor da noite.